# کتابخانه ملی ازبکستان
کتابخانه ملی ازبکستان (به ازبکی: National Library of Uzbekistan)) یک کتابخانه ملی و کتابخانه در ازبکستان است که در تاشکند واقع شده است.

## تاریخچه
کتابخانه دولتی جمهوری ازبکستان در سال ۱۸۷۰ به عنوان کتابخانه عمومی تاشکند تأسیس شد. در سال ۱۹۲۰، این کتابخانه به کتابخانه عمومی دولتی ازبکستان تبدیل شد و به عنوان محل ذخیره قانونی انتشارات ترکستان شناخته شد. در سال ۱۹۴۷، به نام شاعر ازبک، علی‌شیر نوایی، نامگذاری شد. در تاریخ ۱۲ آوریل ۲۰۰۲، این کتابخانه به نام کتابخانه ملی جمهوری ازبکستان تغییر نام داد و طبق فرمان رئیس‌جمهور و مصوبه هیئت وزرا، وضعیت «ملی» را دریافت کرد.

## سالن‌های مطالعه
- سالن جکسون - ادبیات خارجی
- تالار نادر - نسخه‌های ارزشمند
- تالار ازبکستان - ادبیات ملی
- تالار بنیادکار - ادبیات علمی و فنی
- تالار استقلال – قرائت‌خانه جوانان و دانشجویان
- تالار تفکور - اتاق مطالعه اصلی
- تالار علم - پایان‌نامه‌ها
- تالار علی شیر نوایی - میراث ادبی